# Ospreys
Os Ospreys, anteriormente designados Neath-Swansea Ospreys, são uma equipa professional de Râguebi baseada em Swansea, País de Gales. Os Ospreys são um franchise que representa uma região, recrutando jogadores em clubes dessa mesma região. Actualmente, os Ospreys competem na Liga Celta de Rugby juntamente com três outras regiões galesas, quatro regiões irlandesas, duas equipas escocesas e duas equipas italianas.

## Títulos
- Celtic League - (4) 2004-05, 2006-07, 2009-10, 2011-12.

- Copa Anglo-Galesa - (1) 2007-08

## Resultados e estatísticas

### Celtic League
| Época   | Pos         | Jogos                            | Vit                              | Emp                              | Der                              | Bonus                            | Pontos                           |                                  |                                  |
| ------- | ----------- | -------------------------------- | -------------------------------- | -------------------------------- | -------------------------------- | -------------------------------- | -------------------------------- | -------------------------------- | -------------------------------- |
| 2012-13 | 4º          | 13                               | 9                                | 0                                | 4                                | 3                                | 39                               |                                  |                                  |
| 2011-12 | 2º          | 22                               | 16                               | 1                                | 5                                | 5                                | 71                               |                                  |                                  |
| 2011-12 | Semi-final  | Ospreys 45 – 10 Munster          | Ospreys 45 – 10 Munster          | Ospreys 45 – 10 Munster          | Ospreys 45 – 10 Munster          | Ospreys 45 – 10 Munster          | Ospreys 45 – 10 Munster          | Ospreys 45 – 10 Munster          | Ospreys 45 – 10 Munster          |
| 2011-12 | Grand Final | Leinster 30 – 31 Ospreys         | Leinster 30 – 31 Ospreys         | Leinster 30 – 31 Ospreys         | Leinster 30 – 31 Ospreys         | Leinster 30 – 31 Ospreys         | Leinster 30 – 31 Ospreys         | Leinster 30 – 31 Ospreys         | Leinster 30 – 31 Ospreys         |
| 2010-11 | 4º          | 22                               | 12                               | 1                                | 9                                | 13                               | 63                               |                                  |                                  |
| 2010-11 | Semi-final  | Munster 18 – 11 Ospreys          | Munster 18 – 11 Ospreys          | Munster 18 – 11 Ospreys          | Munster 18 – 11 Ospreys          | Munster 18 – 11 Ospreys          | Munster 18 – 11 Ospreys          | Munster 18 – 11 Ospreys          | Munster 18 – 11 Ospreys          |
| 2009-10 | 2º          | 18                               | 11                               | 1                                | 6                                | 6                                | 52                               |                                  |                                  |
| 2009-10 | Semi-final  | Ospreys 20 – 15 Glasgow Warriors | Ospreys 20 – 15 Glasgow Warriors | Ospreys 20 – 15 Glasgow Warriors | Ospreys 20 – 15 Glasgow Warriors | Ospreys 20 – 15 Glasgow Warriors | Ospreys 20 – 15 Glasgow Warriors | Ospreys 20 – 15 Glasgow Warriors | Ospreys 20 – 15 Glasgow Warriors |
| 2009-10 | Grand Final | Leinster 12 – 17 Ospreys         | Leinster 12 – 17 Ospreys         | Leinster 12 – 17 Ospreys         | Leinster 12 – 17 Ospreys         | Leinster 12 – 17 Ospreys         | Leinster 12 – 17 Ospreys         | Leinster 12 – 17 Ospreys         | Leinster 12 – 17 Ospreys         |
| 2008-09 | 4º          | 18                               | 11                               | 0                                | 7                                | 8                                | 52                               |                                  |                                  |
| 2007-08 | 7º          | 18                               | 6                                | 1                                | 11                               | 11                               | 37                               |                                  |                                  |
| 2006-07 | 1º          | 20                               | 14                               | 0                                | 6                                | 8                                | 64                               |                                  |                                  |
| 2005-06 | 7º          | 22                               | 11                               | 0                                | 9                                | 3                                | 55                               |                                  |                                  |
| 2004-05 | 1º          | 20                               | 16                               | 1                                | 3                                | 10                               | 76                               |                                  |                                  |
| 2003-04 | 5º          | 22                               | 11                               | 1                                | 10                               | 9                                | 55                               |                                  |                                  |